# Sebastião Leal
Sebastião Leal é um município brasileiro do estado do Piauí. Possui uma população estimada em 4.116 habitantes, conforme diz o censo demográfico de 2010.  Sebastião Leal é uma cidade em pleno desenvolvimento e que tem um grande potencial na agricultura, possuindo expressiva produção de soja, milho e algodão. Sebastião Leal Tem o clima tropical, tendo volumes de chuvas entre 1050 a 1200 mm, tendo duas estações bem definidas, inverno e verão, de Junho. No inverno, é úmido e chuvoso de novembro a maio. As chuvas são fortes, volumosas e rápidas. os meses mais frio são junho e julho tendo noite com temperaturas em torno dos 16° a 20°.
O maior acumulado de  chuva em 24 horas Foi em dia 09 Dezembro de 2013, com 200mm.
Sebastião leal teve o PIB estimado em torno de 50 milhões de reais em 2010.

## História
Foi criado em 1997.
Sebastiao Leal Piauí, foi emancipado no dia 26 de janeiro de 1994. No ano de 1996 teve sua primeira eleição municipal, sendo eleita como prefeita a sra. Ana Paula Mendes de Araújo.

## Geografia
Localiza-se na microrregião de Bertolínia, mesorregião do Sudoeste Piauiense. O município tem cerca de 5000 habitantes.